# 林肯律師學院廣場
林肯律師學院廣場 (英語：Lincoln's Inn Fields）是位於英國倫敦市中心卡姆登區霍本的一個廣場，也可以指廣場附近的地區。該廣場是倫敦面積最大的廣場，名稱來自於附近的林肯律師學院和皇家司法院等司法相關設施。倫敦政治經濟學院亦位於附近。

## 外部連結

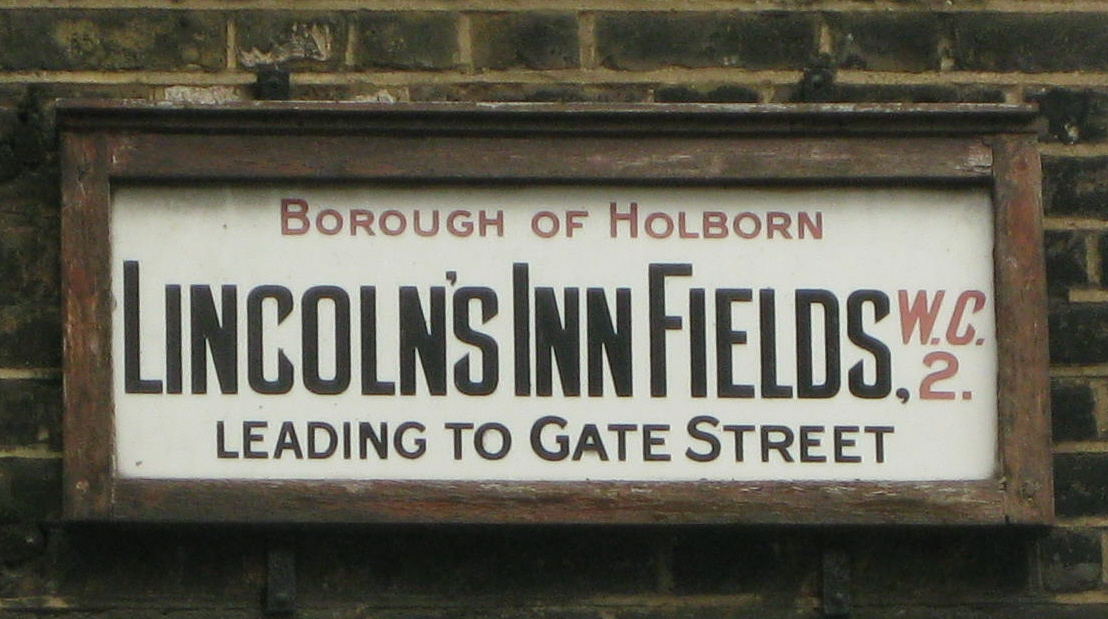

- Camden - Lincoln's Inn Fields （页面存档备份，存于）
- Camden - History of Lincoln's Inn Fields （页面存档备份，存于）
- Photos of Lincoln's inn Fields （页面存档备份，存于）
- 360°パノラマ - Lincoln's Inn Fields （页面存档备份，存于）

51°30′57″N 0°07′00″W / 51.51583°N 0.11667°W